# Marie Louise Amiet

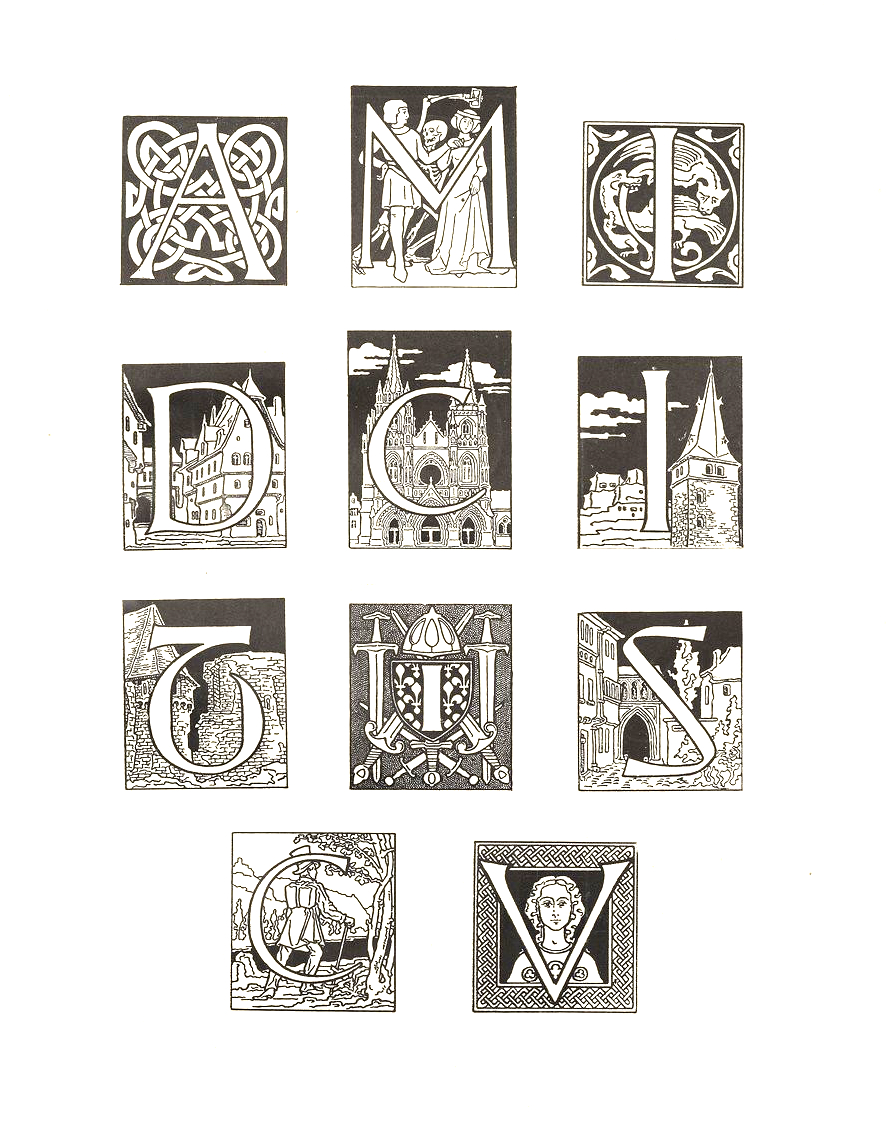
Ilustrações de Marie Louise Amiet para Le Rhin de Victor Hugo

Marie Louise Amiet (17 de abril de 1879-1944) foi uma pintora e ilustradora francesa.

## Biografia
Amiet foi aluna do ilustrador e gravurista Josef Kaspar Sattler. Membro da Society of Alsation Artists, por volta de 1912 ilustrou Le Rhin de Victor Hugo.

## Colecções
- Musée de la Chartreuse de Molsheim[3]
- Musée d'Art moderne et contemporain (Estrasburgo)[4]

## Publicações
- La Condamnation de Jeanne d'Arc vue à la lumière des grands événements du Moyen Âge, Nouvelles éditions du siècle, 1934[5]